# Polizia mortuaria
La polizia mortuaria è il servizio comandato dalla direzione dei singoli obitori che ha come compito la gestione del dislocamento delle salme e del loro luogo di stazionamento, da quelle che devono essere sottoposte ad autopsia a quelle pronte per la sepoltura.
In Italia a questo servizio è delegato un apposito corpo, che però non ha autorità di pubblica sicurezza: difatti, la polizia mortuaria non va confusa con i singoli reparti o articolazioni di vere e proprie forze di polizia (qual è ad esempio la Polizia scientifica, in seno alla Polizia di Stato, o il Reparto Investigazioni Scientifiche dell'Arma dei Carabinieri), ai quali spetta invece il concreto ed approfondito svolgimento delle indagini. Essa può essere tuttavia chiamata come autorità competente in casi di disastri naturali con elevato numero di vittime, per la gestione delle salme e dei cadaveri o anche per mansioni di protezione civile.
Il suo operato è regolato sostanzialmente dal cosiddetto Regolamento di polizia mortuaria.

## Riferimenti normativi
- DPR 10 agosto 1990, n. 285 (Nuovo Regolamento di Polizia Mortuaria)
- Regio Decreto 27 luglio 1934, n. 1265 (Testo unico delle leggi sanitarie)